# Шерлок в России
«Ше́рлок в Росси́и» — российский детективно-приключенческий телесериал по мотивам рассказов Артура Конана Дойла о великом сыщике Шерлоке Холмсе. Является третьим русскоязычным телесериалом об этом персонаже и первым телесериалом с оригинальным сюжетом. Специальный показ первой серии состоялся 6 октября 2020 года в кинотеатре «Каро 11 Октябрь» в рамках Московского международного кинофестиваля, общероссийская премьера состоялась 22 октября 2020 года на видеосервисе Start. Телевизионная премьера телесериала состоялась 1 февраля 2021 года на телеканале «ТНТ».

## Сюжет
В Лондоне от рук Джека-потрошителя уже погибло несколько женщин. На месте убийства каждой серийный убийца оставлял послания для своего преследователя — легендарного детектива Шерлока Холмса, который шёл по его следу, но каждый раз опаздывал. Используя метод дедукции, Холмс понял, что Потрошитель сбежал в Россию. Оставив раненого Ватсона в Британии, детектив прибывает в Санкт-Петербург, где никто не воспринимает всерьёз методы Холмса. Вскоре он знакомится с доктором Карцевым, который становится помощником сыщика и селит его у себя на Пекарской улице. Вместе они начинают распутывать жуткие преступления, несмотря на противодействие местной полиции в лице недалёкого и пафосного начальника Трудного.
В ходе совместной работы Холмс и Карцев знакомятся с амбициозным и немного алчным обер-полицмейстером Знаменским, который становится сначала их противником, а после союзником. Также Холмс знакомится с актрисой и матерью-одиночкой Софьей Касаткиной, с которой у него начинается первый в жизни роман. Однако их счастью мешает появление её бывшего опекуна — загадочного, расчётливого и очень опасного врача и гипнотизёра Бахметьева. С помощью своего таланта к гипнозу и психоанализу он создал вокруг себя секту из множества воспитанников, с помощью которых стремится построить новый мировой порядок; отчасти Холмс и сам становится игрушкой в руках этого «русского Мориарти».
В самом конце сериала Холмс отсылает Софью с её сыном и Карцева с его новой возлюбленной в Лондон, чтобы защитить их от Бахметьева, а сам остаётся в Петербурге, чтобы ликвидировать сеть сподвижников коварного профессора.

## В ролях
| Актёр                | Роль                                                                                  |
| -------------------- | ------------------------------------------------------------------------------------- |
| Максим Матвеев       | Шерлок Холмс                                                                          |
| Владимир Мишуков     | доктор Илья Филимонович Карцев                                                        |
| Ирина Старшенбаум    | Софья Касаткина                                                                       |
| Павел Майков         | коллежский асессор, начальник сыскной полиции Санкт-Петербурга Лавр Сидорович Трудный |
| Константин Богомолов | генерал-майор, обер-полицмейстер Санкт-Петербурга Пётр Порфирьевич Знаменский         |
| Константин Юшкевич   | профессор медицины Фёдор Львович Бахметьев                                            |
| Андрей Лёвин         | помощник Бахметьева Фадей Лукич Паршин                                                |
| Евгений Дятлов       | Андрей Евграфович Кобылин                                                             |
| Хельга Филиппова     | хозяйка борделя Ида Рихтер                                                            |
| Кирилл Гордлеев      | Аркадий Кошко                                                                         |
| Виталий Коваленко    | граф Охлопков                                                                         |
| Евгений Санников     | Илья Моисеев / Джек-потрошитель                                                       |
| Евгения Манджиева    | хранитель-архивариус музея горного института Айгуль Валиханова                        |
| Оксана Базилевич     | мадам Мануйлова                                                                       |
| Фёдор Федотов        | Антон Лукич Свиридов                                                                  |
| Евгений Романцов     | «Кат» (Константин Найдёнов)                                                           |
| Фёдор Писаренко      | глухонемой маленький сын Софьи Веня Касаткин                                          |
| Пётр Терещенко       | Павлуша                                                                               |
| Александра Дроздова  | Неточка                                                                               |
| Борис Хасанов        | император Александр III                                                               |
| Дмитрий Ломакин      | цесаревич Георгий Александрович                                                       |
| Андрей Феськов       | доктор Джон Ватсон                                                                    |
| Алексей Вдовин       | инспектор Лестрейд                                                                    |
| Максим Заусалин      | «Лёнька Каин»                                                                         |
| Наталья Бурмистрова  | домохозяйка в доме Холмогорова                                                        |
| Валерий Кухарешин    | Альберт Людвигович Дрейцен                                                            |
| Полина Толстун       | актриса Алла Инсарова                                                                 |
| Сергей Азеев         | «Келе» (Викентий Белов)                                                               |
| Никита Кологривый    | «Хромой» (Иван)                                                                       |
| Елизавета Нилова     | хозяйка борделя мадам Трегубова                                                       |

## Список эпизодов
| № серии | Название                | Режиссёр    | Сценаристы     | Дата выхода на экраны           | Зрители (в млн) |
| --- | ----------------------- | ----------- | -------------- | ------------------------------- | --------------- |
| 1—2 | «Чужие берега»          | Нурбек Эген | Олег Маловичко | 6 октября 2020 года             | TBA             |
| Холмс и Ватсон идут по следу Джека-потрошителя, который уже убил в Лондоне нескольких женщин, каждый раз оставляя на месте убийства послания для сыщика. После неудачной схватки с убийцей, в которой ранят Ватсона, Холмс понимает, что его противник сбежал в Российскую империю. По прибытии в Санкт-Петербург Холмс сталкивается с противодействием местной полиции, демонстрирующей определённую долю некомпетентности. Тогда Холмс по рекомендации случайной знакомой находит врача-алкоголика Илью Карцева, который после некоторых уговоров соглашается помочь. Затем у Холмса и Карцева возникают взаимные подозрения в отношении друг друга, которые приводят к драке, но в итоге заканчиваются примирением и началом дружбы. Вскоре Потрошитель наносит новый удар. Жизнь Неточки, единственного свидетеля, в руках доктора Карцева. Сможет ли он вырвать её из лап смерти? Никогда не недооценивайте женщин. Шерлоку придётся признать талант достойного соперника — красавицы Софьи. В какую игру она играет и на чьей стороне? Тот, кто смог бы ответить на эти вопросы, давно гниёт в тюрьме… ведь, как и Потрошителю, ему знаком вкус крови. |                         |             |                |                                 |                 |
| 3—4 | «Игра на струнах ветра» | Нурбек Эген | Олег Маловичко | 13 и 20 октября 2020 года       | TBA             |
| Возвращение Шерлока в Лондон откладывается. Сын промышленника и судовладельца Луки Свиридова обнаружил, что всю его семью убили. Гостиная, где их нашли, заперта изнутри, а на лицах убитых застыла улыбка. Желая допросить глухонемую экономку, Шерлок обращается за помощью к Софье. Трудный уверен, что убийца — вампир. А Айгуль, архивариус музея, подозревает, что несчастных покарал злой дух Келе. Вскоре он возвращается за кровавой расплатой. Шерлок понимает, что цель Келе — не члены северной экспедиции, а их семьи. Все они оберегали страшный секрет. Что случилось много лет назад у Горы Теней? Карцев тем временем всё больше проникается симпатией к Айгуль, которая рада помочь в расследовании. А Знаменский ведёт свою игру и предъявляет обвинение Антону Свиридову. Чтобы спасти его, Шерлок решается на преступление. |                         |             |                |                                 |                 |
| 5—6 | «Дело повелителя»       | Нурбек Эген | Олег Маловичко | 27 октября и 3 ноября 2020 года | TBA             |
| Шерлок не желает видеть Софью, принявшую предложение от графа. Но она молит о помощи. Её подруга, актриса Алла Инсарова, умерла, а с ней и её тайны. Полиция настаивает на самоубийстве. Но что-то не сходится. Что за аристократ побывал в её доме и кто намеревался устроить стрельбу на похоронах? Карцев и Холмс отправляются за ответами к загадочному академику Бахметьеву, и эта поездка может стоить им жизни. Софья сообщает Холмсу, что у её подруги был богатый любовник. Следы его приводят сыщика во дворец, к приближённым императора. Своими смелыми обвинениями Шерлок рискует нажить серьёзных врагов. Пока Карцев восстанавливает силы после нападения и остаётся под наблюдением профессора, возле приюта снова видят Хромого. Он был на крыше в день гибели актрисы, и на его совести может быть не одна смерть. |                         |             |                |                                 |                 |
| 7—8 | «Сердце Холмса»         | Нурбек Эген | Олег Маловичко | 10 и 17 ноября 2020 года        | TBA             |
| Есть люди, что приносят одни беды — Карцев считает себя одним из таких и отталкивает от себя Айгуль. Пребывание Холмса в России подходит к концу, и сыщик хочет, чтобы его последним делом был какой-нибудь милый пустяк. Поэтому решает помочь прачке, которой кто-то не даёт сушить бельё на крыше. На первый взгляд пустяковое дело выводит Шерлока на след заговорщиков, которые намерены подорвать государственные устои. Только с Софьей у Шерлока может быть шанс на новую жизнь, без боли и сожалений. Но чтобы начать новую жизнь, нужно покончить со старой. Некоторые тайны не стоит открывать. Что могло на долгие годы связать аристократов Санкт-Петербурга? Только грех, и искупить его может только кровь. Не один Холмс расследует это дело — ему противостоит опасный и коварный соперник. Чем закончатся приключения Шерлока Холмса в России? |                         |             |                |                                 |                 |

## История создания
О создании сериала было объявлено только после начала съёмок, 21 мая 2019 года; тогда же было опубликовано первое совместное фото Максима Матвеева и Владимира Мишукова в образах своих персонажей. В первых репортажах сериал называли «Шерлок Холмс в России», впоследствии официальным названием стало «Шерлок в России».
Съёмки проходили летом 2019 года в Санкт-Петербурге и окрестностях, в том числе в особняке Половцева на Большой Морской, где сохранились интерьеры XIX века.
Режиссер Нурбек Эген в июне 2020 года дал интервью журналу «Variety», в котором рассказал, что всего в сериале около 150 персонажей, кастинг актёров на главные роли занял около 6 месяцев, а пандемия коронавируса почти не повлияла на производство (монтаж был завершён до введения основных ограничений), хотя и замедлила процесс создания графики и монтажа звука. В этом же интервью было указано официальное международное название проекта — «Sherlock: The Russian Chronicles».
7 сентября 2020 года был опубликован первый трейлер сериала, в котором был показан новый логотип, а также раскрыта дата выхода первых серий на сервисе «Start» — 22 октября.
По словам создателей, Шерлок Холмс в сериале «Шерлок в России» — первый по-настоящему влюблённый Холмс, а его отношениям с женщиной уделяется важное место в сюжете.

## Критика
Сериал получил неоднозначный приём профессиональных критиков.
Рецензент сайта Intermedia Денис Ступников поставил сериалу 8 баллов из 10, назвав его хоть и одалживающим многое у других современных адаптаций Конан Дойла, но в то же время красиво оформленным, и похвалил работу Максима Матвеева, отметив, что он «не пытается тягаться с Василием Ливановым».
Рецензент сайта Газета.ru Павел Воронков дал сериалу негативную оценку, раскритиковав игру Максима Матвеева и обвинив сценаристов в отсутствии адекватной детективной составляющей. Однако отметил любопытное для современной геополитической ситуации отношение персонажей к иностранному гостю.
Рядовые зрители тоже приняли сериал смешанно, примерно в том же ключе, что и его предшественник 2013 года: на сайте Кинопоиск средняя оценка обоих сериалов составляет 6.6 баллов из 10.